# Joachim Gauck
Joachim Gauck (* 24. siječnja 1940. u Rostocku) je njemački političar i publicist, te bivši svećenik luteranske crkve u bivšem DDR-u. Izabran za predsjednika Njemačke, a dužnost je preuzeo u ožujku 2012. godine.